# Ruy Ramos
Ruy Ramos (japonsko ラモス 瑠偉), japonski nogometaš in trener, 9. februar 1957.
Za japonsko reprezentanco je odigral 32 uradnih tekem.